# San Juan Bautista (Schiff)
Die San Juan Bautista (“Johannes der Täufer”) (Ursprünglich Date Maru, 伊達丸) war eines der ersten in Japan nach westlichem Stil gebauten Segelkriegsschiffe. 1614 überquerte sie den Pazifik. Sie gehörte zum Typ der spanischen Galeone, der in Japan auch als Nanbansen (南蛮船, wörtlich „Schiffe der südlichen Barbaren“) bekannt war.
Sie transportierte eine japanische Gesandtschaft von 180 Mann unter der Leitung von Hasekura Tsunenaga und unter Begleitung des spanischen Mönchs Luis Sotelo nach Mexiko. Danach kehrte das Schiff nach Japan zurück.
Der Dreimaster hatte eine Verdrängung von 500 Tonnen, eine Länge über alles von 55,35 m, eine Breite von 11,25 m und 3,8 m Tiefgang. Sie war mit 16 Kanonen bewaffnet.

## Bau
Die San Juan Bautista wurde 1613 auf Befehl von Date Masamune, dem Daimyō von Sendai in der heutigen Präfektur Miyagi in Nordjapan, genauer im Hafen Tsuki-no-Ura (Ishinomaki), gebaut. Das Schiffbauprojekt hatte die Unterstützung des Bakufu, der Militärregierung des Shogun in Edo.
Der Shogun besaß bereits zwei kleinere Schiffe mit 80 und 120 Tonnen, die der englische Navigator William Adams gebaut hatte, von denen jedoch das größere, die San Buena Ventura, schiffbrüchigen spanischen Seeleuten für ihre Rückkehr nach Mexiko überlassen wurde. Der Shogun erteilte außerdem zahlreiche Permits für sogenannte Rotsiegelschiffe, die im Asienhandel tätig waren und viele Konstruktionsmerkmale westlicher Schiffe nutzten.
Die San Juan Bautista soll von technischen Experten des Bakufu, 800 Schiffbauern, 700 Schmieden und 3000 Zimmerleuten in nur 45 Tagen fertiggestellt worden sein. Auch zwei Spanier sollen an dem Vorhaben beteiligt gewesen sein: der Mönch Luis Sotelo und der Kapitän Sebastián Vizcaíno.
Diese Aktivitäten wurden von der spanischen Regierung in Manila mit Missfallen gesehen und Los Rios Coronel regte an, dass Luis Sotelo nicht noch einmal nach Japan reisen sollte. (C.R. Boxer).

## Zwei Pazifikrundreisen

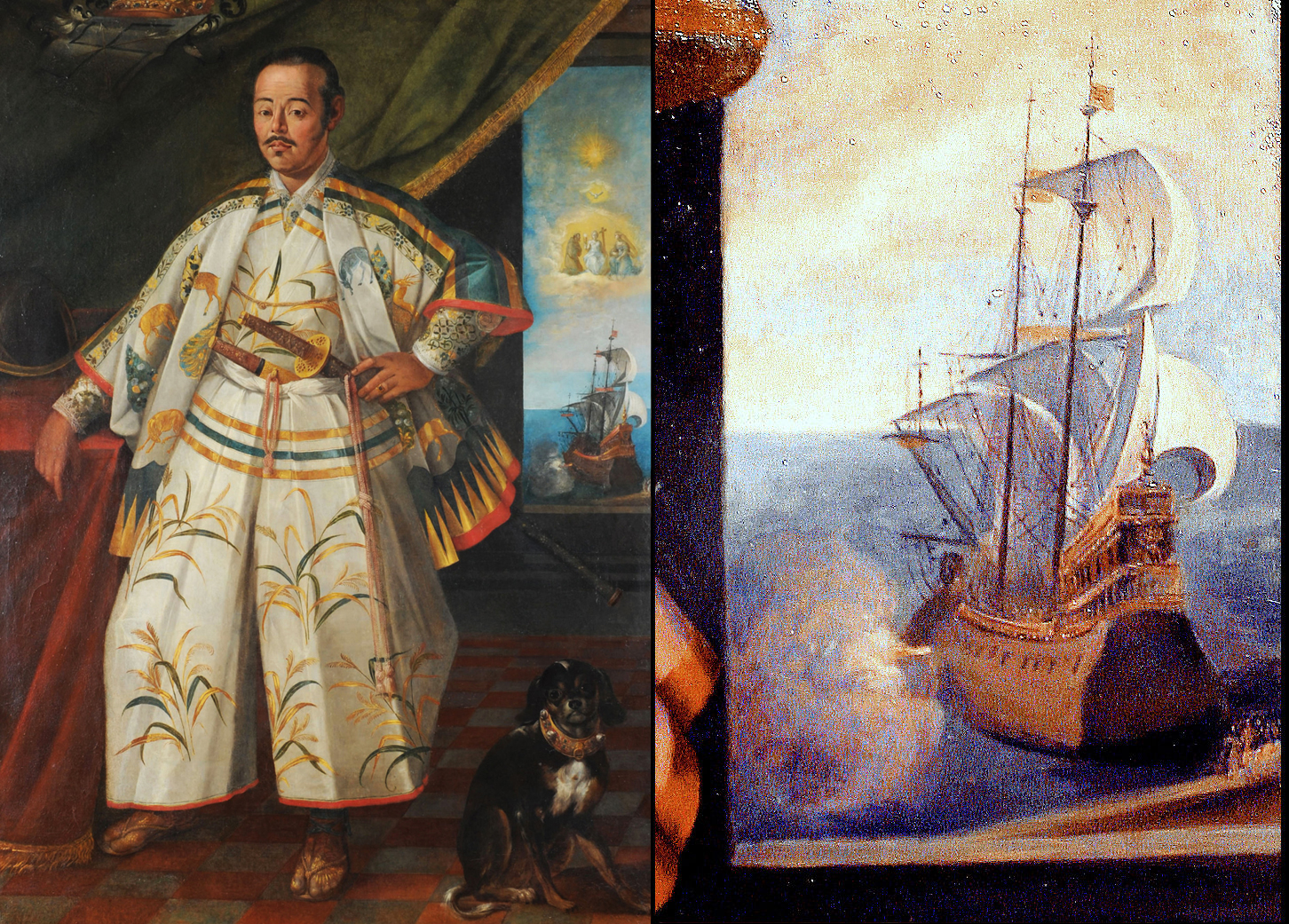
Die San Juan Bautista ist auf Claude Deruet Gemälde von Hasekura Tsunenaga bei seinem Besuch in Rom 1617 als Galeone mit Hasekuras Flagge(rote Swastika auf Orange) dargestellt

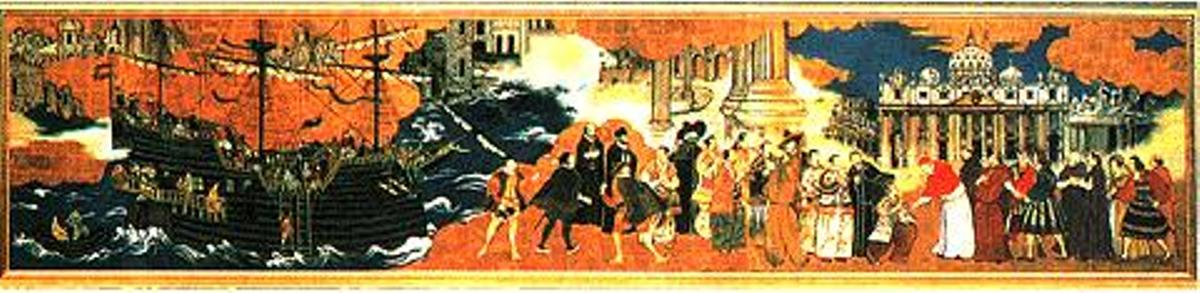
Hasekuras Gesandtschaft beim Papst in Rom 1617. Japanisches Gemälde, 17. Jh.

Nach ihrer Fertigstellung verließ das Schiff am 28. Oktober 1613 in Richtung Acapulco in Mexiko. An Bord waren rund 180 Personen, darunter 10 Samurai des Shogun (unter Führung des Marineministers Mukai Shōgen), 12 Samurai von Sendai, 120 japanische Händler, Seeleute und Diener sowie etwa 40 Spanier und Portugiesen. Das Schiff erreicht nach einer Reise von drei Monaten am 25. Januar 1614 Acapulco.
Nach einem Jahr Aufenthalt in Acapulco kehrt das Schiff im April 1615 nach Japan zurück, während Hasekura nach Europa weiter reiste. Es gibt Hinweise, dass bei dieser Gelegenheit etwa 50 Bergbau- und Silberhüttenspezialisten nach Japan eingeladen wurden, um bei der Entwicklung des Bergbaues in Sendai zu helfen.
Im September 1616, fuhr die San Juan Batista auf Bitte von Luis Sotelo erneut nach Acapulco. Die Reise unter Yokozawa Shogen stand unter keinem glücklichen Stern und 100 Seeleute starben. Sotelo und Hasekura trafen sich in Mexiko für die Rückreise. Im April 1618 erreichte das Schiff die Philippinen, wo sie der spanischen Regierung zur Verteidigung gegen die Holländer verkauft wurde. Hasekura kehrte 1620 auf einem anderen Schiff nach Japan zurück.

## Replik der San Juan Bautista
Eine Replik im Originalmaßstab wurde 1993 auf Basis der erhaltenen Aufzeichnungen des Hauses Date gebaut. Obwohl es keine exakten Baupläne mehr gab, existieren genaue Aufzeichnungen über die Abmessungen des Schiffes, die seine Rekonstruktion erlaubten. Das Schiff wird in einem Themenpark in Ishinomaki in Nordjapan, nahe dem Bauort des Originales ausgestellt.